# Provinz Ica
Die Provinz Ica ist eine von fünf Provinzen der Region Ica an der Pazifikküste von Peru, etwa 270 km südsüdöstlich der Landeshauptstadt Lima. Die Provinz hat eine Fläche von 7894 km². Beim Zensus 2017 lebten 391.519 Menschen in der Provinz. Im Jahr 1993 lag die Einwohnerzahl bei 244.741, im Jahr 2007 bei 321.332. Die Provinzverwaltung befindet sich in der Stadt Ica.

## Geographische Lage
Die Provinz Ica besitzt einen etwa 80 km langen Küstenabschnitt am Pazifischen Ozean im Süden von Peru. Die Provinz reicht etwa 90 km ins Landesinnere. Dort reicht sie bis an die Ausläufer der peruanischen Westkordillere. Der Fluss Río Ica durchfließt die aride, wüstenhafte Küstenregion in südlicher Richtung. Die Provinzhauptstadt liegt an dessen Ufer. Dort wird bewässerte Landwirtschaft betrieben.
Die Provinz Ica grenzt im Westen und Nordwesten an die Provinz Pisco, im Nordosten an die Provinz Huaytará (Region Huancavelica), im Osten an die Provinz Palpa sowie im Südosten an die Provinz Nasca.

## Verwaltungsgliederung
Die Provinz Ica gliedert sich in 14 Distrikte (Distritos). Der Distrikt Ica ist Sitz der Provinzverwaltung.
| Distrikt                | Verwaltungssitz         |
| ----------------------- | ----------------------- |
| Ica                     | Ica                     |
| La Tinguiña             | La Tinguiña             |
| Los Aquijes             | Los Aquijes             |
| Ocucaje                 | Ocucaje                 |
| Pachacutec              | Pampa de Tate           |
| Parcona                 | Parcona                 |
| Pueblo Nuevo            | Pueblo Nuevo            |
| Salas                   | Guadalupe               |
| San José de los Molinos | San José de los Molinos |
| San Juan Bautista       | San Juan Bautista       |
| Santiago                | Santiago                |
| Subtanjalla             | Subtanjalla             |
| Tate                    | Tate de la Capilla      |
| Yauca del Rosario       | Pampahuasi              |